# El Capitan (operetta)

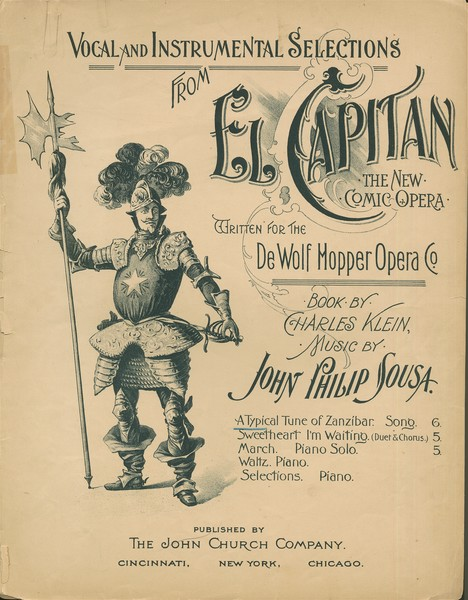
Prima pagina della partitura

El Capitan è un'operetta in tre atti composta da John Philip Sousa nel 1896.

## Trama
Don Errico Medigua è il viceré del Perù del XVI secolo occupato dagli spagnoli e teme l'assassinio da parte dei ribelli. Dopo aver ucciso segretamente il capo ribelle El Capitan, si spaccia per lui. Estrelda, figlia dell'ex viceré, Cazzaro, colpita dai racconti di audacia di El Capitan, si innamora del mascherato Medigua, già sposato. Nel frattempo, i ribelli catturano il ciambellano Pozzo, scambiandolo per il viceré. Sentendo che il marito è stato catturato, la moglie di Medigua, Marganza e la figlia Isabel vanno alla ricerca di Medigua.
Medigua, ancora mascherato come El Capitan, guida la difesa dei ribelli contro gli spagnoli a cui però alla fine si arrendono per stanchezza. Dopo la vittoria degli spagnoli, si svelano tutte le identità fasulle e si chiariscono gli equivoci amorosi e la storia finisce felicemente.